# Rio Tennis Cup
La Rio Tennis Cup, nota come Peugeot Tennis Cup per motivi di sponsorizzazione, è stata un torneo professionistico maschile di tennis giocato su campi in terra rossa. Faceva parte dell'ATP Challenger Tour e si sono giocate due sole edizioni al Jockey Club Brasileiro di Rio de Janeiro in Brasile nel 2012 e 2013.

## Albo d'oro

### Singolare
| Anno | Campione        | Finalista      | Punteggio |
| ---- | --------------- | -------------- | --------- |
| 2012 | Gastão Elias    | Boris Pašanski | 6–3, 7–5  |
| 2013 | Agustín Velotti | Blaž Rola      | 6–3, 6–4  |

### Doppio
| Anno | Campioni                     | Finalisti                    | Punteggio |
| ---- | ---------------------------- | ---------------------------- | --------- |
| 2012 | Marcelo Demoliner João Souza | Frederico Gil Pedro Sousa    | 6–2, 6–4  |
| 2013 | Thiemo de Bakker André Sá    | Marcelo Demoliner João Souza | 6–3, 6–2  |